# Palacio Episcopal (Almería)

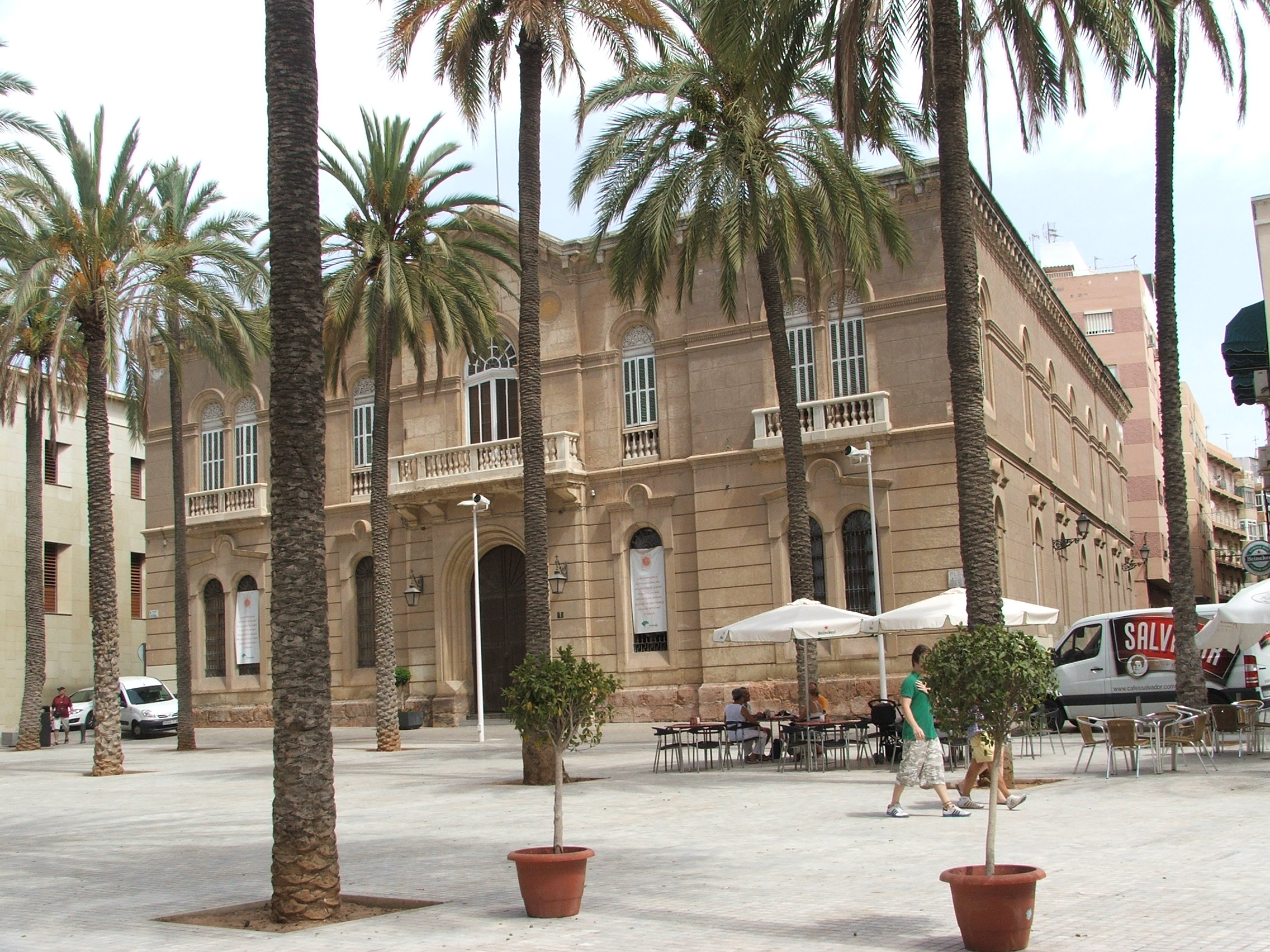
Lado oriental, desde la plaza de la catedral de Almería

El palacio Episcopal de la ciudad de Almería (provincia de Almería, Andalucía, España es la sede episcopal de la diócesis de Almería, sufragánea de la archidiócesis de Granada.

## Historia del edificio
El actual palacio es obra de los arquitectos almerienses Trinidad Cuartara y Enrique López Rull cuya construcción se inició en 1894 bajo la prelatura del obispo Santos Zárate y Martínez. Se inauguró en 1896, si bien los trabajos se prolongaron durante tres años más.
Se trata de la primera residencia oficial representativa de la alta jerarquía eclesiástica de la provincia de Almería. Sus antecedentes están en las casas adquiridas por el obispo Diego Fernández de Villalán en 1541, y que harían las veces de residencia para los futuros obispos. Estas fueron reformadas durante el siglo XVII, resultando en una residencia de dos plantas con patio central, jardín y establos, la cual, no obstante, decayó durante todo el siglo XVIII. 
Se iniciaron acciones para restaurar el edificio, gravemente afectado por el terremoto de 1804, en diversas ocasiones a lo largo del siglo XIX, pero no sería hasta finales de siglo cuando se iniciaran las obras del palacio actual, gracias, entre otras cosas, a la mejora de las relaciones entre la Iglesia católica y la España de la Restauración borbónica.

## Estilo
Se trata de un edificio ecléctico que ocupa un manzana completa, frente por frente a la catedral de Almería. La fachada, de dos cuerpos y rematada por un piñón cornisado, está decorada con elementos de ascendencia medieval y clasicista, entre los que destacan los arcos abocinados correspondientes al historicismo neorrománico.